# Arcadia (Gradfeld)
Das Arcadia-Gradfeld gehört zu den 30 Gradfeldern des Mars. Sie wurden durch die United States Geological Survey (USGS) festgelegt. Die Nummer ist MC-3, das Gradfeld umfasst das Gebiet von 60° bis 120° westlicher Länge und von 30° bis 65° südlicher Breite.
Der Name kommt von einem Albedo feature im Bereich von 45° N und 260° E auf dem Mars, die Gegend wurde nach Arkadien, einer Bergregion im Süden Griechenlands benannt. Der Name wurde 1958 von der Internationalen Astronomischen Union freigegeben. Im Gradfeld befindet sich Alba Patera, der nach Fläche und Volumen größte Vulkan im Sonnensystem, und auch Tempe Terra, ein stark zerklüftetes Gebiet von der Größe Alaskas.